# Diesen
Diesen é uma comuna francesa na região administrativa de Grande Leste, no departamento de Mosela. Estende-se por uma área de 5,47 km². Em 2010 a comuna tinha 1 072 habitantes (densidade: 196 hab./km²).